# Steinbacher Bergwerksbahn
| |                     |                                        |                                        |
| Streckenlänge: | 1920: 6,1 km        |                                        |                                        |
| Spurweite: | 600 mm (Schmalspur) |                                        |                                        |
| Maximale Neigung: | 83 ‰                |                                        |                                        |
| Minimaler Radius: | 10–12 m             |                                        |                                        |
| Streckengeschwindigkeit: | 10 km/h             |                                        |                                        |
| |                     |                                        |                                        |
| \| \| 0,0 \| Grube Arminius Atterode \| 467 m \| \| \| 0,6 \| Gewerkschaft Fluor Steinbach \| Gewerkschaft Fluor Steinbach \| \| \| \| \| \| \| \| 0,0 1,7 \| Drehscheibe \| 400 m \| \| \| \| ab 1927 Spitzkehre Fluor–Wasserstation \| \| \| \| \| \| \| \| \| \| Wasserstation (ab 1927) \| \| \| \| 0,6 \| Bahnhof Steinbach (ab 1927) \| 375 m \| \| \| \| \| \| \| \| \| Haderkopf (Steinbruch, bis 1927) \| \| \| \| \| Grumbach (bis 1927) \| \| \| \| 2,9 \| Judenfriedhof (bis 1927) \| Judenfriedhof (bis 1927) \| \| \| \| L 1027 „Ruhlaer Straße“ \| \| \| \| \| (bis 1927) \| \| \| \| \| L 1126 „Bahnhofstraße“ \| \| \| \| 3,9 \| Bahnhof Liebenstein-Schweina 342 m \| Bahnhof Liebenstein-Schweina 342 m \| |                     |                                        |                                        |
| Betriebs-/Güterbahnhof Streckenanfang (Strecke außer Betrieb) | 0,0                 | Grube Arminius Atterode                | 467 m                                  |
| Betriebs-/Güterbahnhof Streckenanfang (Strecke außer Betrieb) · Strecke (außer Betrieb) | 0,6                 | Gewerkschaft Fluor Steinbach           | Gewerkschaft Fluor Steinbach           |
| Strecke nach links (außer Betrieb) · Abzweig geradeaus und von rechts (Strecke außer Betrieb) |                     |                                        |                                        |
| Dienststation / Betriebs- oder Güterbahnhof (Strecke außer Betrieb) | 0,0 1,7             | Drehscheibe                            | 400 m                                  |
| Strecke von links (außer Betrieb) · Abzweig geradeaus und nach rechts (Strecke außer Betrieb) |                     | ab 1927 Spitzkehre Fluor–Wasserstation | ab 1927 Spitzkehre Fluor–Wasserstation |
| Strecke von links (außer Betrieb) · Abzweig geradeaus und von rechts (Strecke außer Betrieb) · Strecke (außer Betrieb) |                     |                                        |                                        |
| Strecke (außer Betrieb) · Betriebs-/Güterbahnhof Streckenende (Strecke außer Betrieb) · Strecke (außer Betrieb) |                     | Wasserstation (ab 1927)                | Wasserstation (ab 1927)                |
| Betriebs-/Güterbahnhof Streckenende (Strecke außer Betrieb) · Strecke (außer Betrieb) | 0,6                 | Bahnhof Steinbach (ab 1927)            | 375 m                                  |
| Strecke von links (außer Betrieb) · Abzweig geradeaus und von rechts (Strecke außer Betrieb) |                     |                                        |                                        |
| Strecke (außer Betrieb) · Betriebs-/Güterbahnhof Streckenende (Strecke außer Betrieb) |                     | Haderkopf (Steinbruch, bis 1927)       | Haderkopf (Steinbruch, bis 1927)       |
| Brücke über Wasserlauf (Strecke außer Betrieb) |                     | Grumbach (bis 1927)                    | Grumbach (bis 1927)                    |
| Dienststation / Betriebs- oder Güterbahnhof (Strecke außer Betrieb) | 2,9                 | Judenfriedhof (bis 1927)               | Judenfriedhof (bis 1927)               |
| Bahnübergang (Strecke außer Betrieb) |                     | L 1027 „Ruhlaer Straße“                | L 1027 „Ruhlaer Straße“                |
| Verschwenkung von links (Strecke außer Betrieb) · Verschwenkung von rechts (Strecke außer Betrieb) |                     | (bis 1927)                             | (bis 1927)                             |
| Bahnübergang (Strecke außer Betrieb) · Strecke (außer Betrieb) |                     | L 1126 „Bahnhofstraße“                 | L 1126 „Bahnhofstraße“                 |
| Betriebs-/Güterbahnhof Streckenende (Strecke außer Betrieb) · Betriebs-/Güterbahnhof Streckenende (Strecke außer Betrieb) | 3,9                 | Bahnhof Liebenstein-Schweina 342 m     | Bahnhof Liebenstein-Schweina 342 m     |

Die Steinbacher Bergwerksbahn war eine schmalspurige, etwa vier Kilometer lange Eisenbahnstrecke zwischen der Grube Arminius in Atterode, der Gewerkschaft Fluor in Steinbach und dem Bahnhof Liebenstein-Schweina. Mit dem Eisenbahnbau vom Bahnhof Bad Liebenstein-Schweina nach Steinbach (Kreis Meiningen) wurde die Strecke bis zu dem neuen Bahnhof gekürzt.
Hauptsächlich wurden Kipploren eingesetzt.

## Geschichte
Als 1911 durch die Gewerkschaft Fluor in Steinbach ein altes Bergwerk wieder aufgefahren wurde, entstand schon bald ein Transportproblem für den gewonnenen Fluss- und Schwerspat zum nächstgelegenen Bahnhof Liebenstein-Schweina. 1913 wurde daraufhin die Bahnstrecke von Steinbach zum Bahnhof eröffnet. Einige Jahre später, noch während des Ersten Weltkrieges, begann auch Krupp bei Atterode ein altes Bergwerk wieder aufzufahren, sodass ab 1917 auch von dort ein Transportbedarf für das gewonnene Eisenerz bestand.

Zug von der Drehscheibe

Aus unbekannten Gründen einigte man sich nicht auf eine komplett gemeinsame Strecke, sodass nur etwa 1,5 km gemeinsamer Verlauf der beiden Strecken entstanden. Als die schon um 1920 projektierte Verlängerung der Bahnlinie Immelborn–Bad Liebenstein-Schweina 1926 ausgeführt werden konnte, entstand in Steinbach ein neuer Verladebahnhof mit Schüttrampe und Überladegleis.
Mit dem immer schlechter werdenden Oberbauzustand der Staatsbahnstrecke wurde nach anderen Möglichkeiten des Erzabtransportes gesucht. Das Erz aus Atterode wurde nun unterirdisch bis nach Trusetal zur Erzaufbereitung befördert, der Steinbacher Spat von 1969 bis zur Stilllegung 1990 per LKW abtransportiert. Damit konnten die Bergwerksbahn 1969 und die Staatsbahnstrecke 1970 stillgelegt werden. Lediglich für interne Verschubarbeiten im Steinbacher Bergwerk standen eine Diesellok vom Babelsberger Typ Ns1 und noch wenige Meter Gleis zur Verfügung.

## Anmerkung
Die große Steigung/das große Gefälle von 1:12 konnte nur bewältigt werden, weil die Last bergab gefahren wurde. Wurde Holz oder Kohle ins Bergwerk geliefert, konnten nur zwei bis drei Wagen mitgenommen werden. Des Weiteren war ein talwärts fahrender Zug mit zwei oder drei Bremsern besetzt. Die Sicherheitsventile der Dampflokomotiven waren bis an die Grenze des Erlaubten angezogen, um mit maximalem Druck fahren zu können. Aus diesem Grunde gab es fast keinen Streckeneinsatz der Diesellok, die zwar theoretisch eine größere Leistung besaß, aber dies nie nachweisen konnte.